# Dynoides globicauda
Dynoides globicauda là một loài chân đều trong họ Sphaeromatidae. Loài này được Dana miêu tả khoa học năm 1853.